# Gonzalo de los Santos
Gonzalo de los Santos da Rosa (Salto, 1976. július 19. –) uruguayi válogatott labdarúgó.

## Pályafutása

### Klubcsapatban
1995-ben a Peñarolban kezdte a pályafutását, ahol két évet töltött és három bajnoki címet szerzett. 1997-ben Spanyolországba szerződött a Mérida csapatához, de egy szezon után távozott. 1998 és 2001 között a Málaga játékosa volt. 2001-től 2006-ig a Valenciában játszott. 2002-ben a Valenciával megnyerte a spanyol bajnokságot. A 2003–04-es szezonban az Atlético Madridnál, 2005-ben a Mallorcánál szerepelt kölcsönben. 2006 és 2008 között a Hérculest erősítette. 2008-ban hazatért a Peñarolhoz, ahol még két évet játszott.

### A válogatottban
1996 és 2005 között 33 mérkőzésen szerepelt az uruguayi válogatottban és 1 gólt szerzett. Részt vett az 1997-es konföderációs kupán, az 1997-es Copa Américán, valamint a 2002-es világbajnokságon, ahol a Franciaország elleni csoportmérkőzésén csereként lépett pályára.

## Sikerei, díjai
Peñarol
- Uruguayi bajnok (4): 1994, 1995, 1996, 2009–10

Valencia
- Spanyol bajnok (1): 2001–02